# Lopholiodes luteomarginatus
Lopholiodes luteomarginatus är en kvalsterart som först beskrevs av Hammer 1966.  Lopholiodes luteomarginatus ingår i släktet Lopholiodes och familjen Pheroliodidae. Inga underarter finns listade i Catalogue of Life.